# Денніс Бергкамп
Де́нніс Бе́ргкамп (МФА: [ˈdɛnɪs ˈbɛrχkɑmp], нід. Dennis Bergkamp; нар. 10 травня 1969, Амстердам) — нідерландський футболіст, по завершенню ігрової кар'єри — тренер. Названий на честь відомого гравця «Манчестер Юнайтед» Деніса Лоу, другу «n» додали, бо інакше його ім'я дуже нагадувало б жіноче ім'я Denise. На клубному рівні Бергкамп виступав за «Аякс», «Інтер» і «Арсенал». Також грав за збірну Нідерландів. Полюбляв грати на позиції відтягнутого форварда, на якій найкращим чином проявлялися його прекрасне бачення поля, футбольна кмітливість і вміння віддавати точні передачі.
Бергкамп включений до списку Пеле 125 найкращих гравців світу. Також його вважають одним з найкращих гравців в історії чемпіонату Англії. У 2007 році Бергкампа включили до Залу слави англійського футболу, таким чином він став першим і досі єдиним голландським футболістом, якого удостоїли такої честі.

## Клубна кар'єра

### «Аякс»
У віці десяти років Денніс вступив до знаменитої футбольної академії «Аякса» «Toekomst» («Тукомст» — «Майбутнє»). А вже в дванадцять років його помітили скаути «Аякса», і він підписав свій перший контракт з футбольним клубом. Спершу Бергкамп грав на позиції захисника, але потім перебрався в напад.
З 1986 року починається його кар'єра у великому футболі. У дорослу команду «Аякса» «Нелетючого голландця» (так його прозвали через страх літати на літаках) покликав Йоган Кройф, відзначивши працелюбність форварда. У складі першої команди Бергкамп дебютував 14 грудня 1986 року в матчі проти «Роди». За деякий час він дебютував в єврокубках, зігравши проти «Мальме» в матчі Кубку володарів кубків. Його чотири голи в цьому турнірі допомогли «Аяксу» вийти до фіналу, де голландський клуб виграв з рахунком 1:0 у лейпцизького «Локомотива». Бергкамп взяв участь у фіналі, вийшовши на заміну. Загалом у тому сезоні Денніс виходив на поле в 14 матчах.
Його бомбардирський талант став вирізнятися в сезоні 1988/89, в якому він забив 13 м'ячів. Тоді ж він встановив рекорд чемпіонату Голландії, відзначившись в десяти матчах поспіль. В сезоні 1989/90, після п'ятирічної перерви, «Аякс» повернув собі чемпіонський титул, і це стало початком розквіту кар'єри Бергкампа. В наступних трьох сезонах Денніс ставав найкращим бомбардиром чемпіонату, в 1992 і 1993 рр. його визнавали найкращим гравцем року в Голландії. Всього за «Аякс» Бергкамп забив 122 голи в 239 іграх.

### «Інтер»
Влітку 1993 року Бергкамп підписав контракт з міланським «Інтером» за 12 млн. фунтів, ставши другим найдорожчим гравцем на той момент після Джанлуїджі Лентіні. Але в «Інтері» його адаптація затягнулася, і звикнути до італійського стилю гри Денніс так і не зміг, внаслідок чого до нього не дуже добре ставилися «тифозі» «Інтера». Всього в Італії Бергкамп забив 11 голів у 50 матчах.

### «Арсенал»
У 1995 році Бергкамп за 7,5 млн фунтів перейшов до «Арсеналу», де його кар'єра футболіста сягнула небачених до того висот. Як пізніше зізнавався Бергкамп, роки, проведені в Італії, загартували його, що дозволило йому заграти в жорсткому силовому чемпіонаті Англії.
Треба сказати, що й в Англії його справи не відразу налагодилися. Деннісу знадобилося вісім матчів, щоб відкрити лік голам за «Арсенал». У той час лондонський клуб переживав кардинальну перебудову. Свою найкращу гру Денніс почав демонструвати під керівництвом Арсена Венгера. В сезонах 1996/97 і 1997/98 Бергкамп вийшов на пік спортивної форми. В сезоні 1997/98 його двічі поспіль визнавали гравцем місяця (вперше в історії). У вересні 1997 року в хіт-параді Бі-бі-сі найкращих голів місяця три найвищих позиції посіли голи Бергкампа. Цікаво, що ці голи він забив в одному матчі — проти «Лестера». В кінці сезону, після виграшу чемпіонату та кубку Англії, він став гравцем року за версією журналістів і професіональних гравців.
За свою футбольну кар'єру Денніс забив багато красивих голів. Наприклад, у ворота «Ньюкасла», коли Бергкамп, прийнявши м'яч, прокинув його з одного боку від захисника, а сам оббіг суперника з іншого, і гол на чемпіонаті світу 1998 року у ворота збірної Аргентини в 1/4 фіналу.
Протягом років, проведених у Лондоні, він став кумиром вболівальників і символом клубу. Його останній офіційний матч у футболці «Арсеналу» збігся з останнім матчем на Хайбері. Влітку 2006 року він завершив кар'єру у товариському матчі «Аякс» — «Арсенал» (це був також матч відкриття нового стадіону «канонірів»), командами, в яких Бергкамп провів найкращі роки свого футбольного життя. В опитуванні, проведеному офіційним сайтом «Арсеналу», Бергкамп посів друге місце серед найкращих гравців в історії команди після Анрі.

## Національна збірна
У збірній Бергкамп дебютував у 1990 році, загалом за збірну відіграв 79 матчів, забив 37 голів. Денніс — учасник фінальних стадій чемпіонатів світу 1994 і 1998 років. На ЧС 1998 року саме гол Бергкампа на останній хвилині ігрового часу дозволив голландцям перемогти збірну Аргентини в 1/4 фіналу. У 2000 році, після чемпіонату Європи, Денніс завершив виступи за національну збірну.

## Тренерська діяльність
Після завершення кар'єри форвард заявив, що не збирається опановувати тренерську професію, і відмовився працювати скаутом в «Арсеналі». Однак у травні 2008 року почав відвідувати тренерські курси, створені спеціально для колишніх футболістів.
1 липня 2008 року Марко ван Бастен, ставши головним тренером «Аякса», запросив Бергкампа до себе в помічники. Зараз Денніс тренує нападників в «Аяксі», але неодноразово говорив, що з радістю повернеться до Прем'єр-ліги, проте не як головний тренер.

## Аерофобія
Прізвисько «нелетючий голландець» Бергкамп отримав через страх літати на літаках. Хоч спершу він не відчував дискомфорту від перебування на борту літака, все змінилося в 1994 році, коли збірна Нідерландів летіла до США, щоб взяти участь у чемпіонаті світу. Один з журналістів, що перебували на борту, звернув увагу, що політ занадто довгий, і припустив, що на літаку закладена бомба. Це спричинило паніку серед пасажирів. І хоч все скінчилося добре, цей випадок нагадав Бергкампу про інцидент, який стався в 1989 році. Тоді команда «Colourful 11» (вона складалася з голландських гравців суринамського походження) вирушила до Суринаму, щоб зіграти в благодійному турнірі. Поблизу аеропорту Парамарибо їх літак впав, 176 пасажирів загинули. Серед них був і близький друг Бергкампа. Сам Денніс лише випадково не полетів тим рейсом.
Після того Бергкамп категорично відмовився подорожувати літаком. Це спричиняло певні незручності для команд, за які він грав. Виступаючи за «Арсенал», він часто пропускав виїзні матчі команди, якщо вони відбувалися за межами Англії. Лише в нагальних випадках він міг добиратися автомобілем чи поїздом.

## Приватне життя
Денніс одружений з Генритою Ройзендаль, з якою вони мають трьох дочок та сина.
Його найкращий друг — Марк Овермарс, з яким він разом грав у «Арсеналі». Іноді Марка навіть критикували за те, що він постійно пасує лише на Бергкампа.

## Досягнення

### Командні трофеї

#### «Аякс»
- Володар Кубка кубків: 1986-87
- Володар Кубка УЄФА: 1991-92
- Чемпіон Нідерландів: 1989-90
- Володар Кубка Нідерландів (2): 1986-87, 1992-93

#### «Інтер»
- Володар Кубка УЄФА: 1993-94

#### «Арсенал»
- Чемпіон Англії (3): 1997-98, 2001-02, 2003-04
- Володар Кубка Англії (4): 1997-98, 2001-02, 2002-03, 2004-05
- Володар Суперкубка Англії (4): 1998, 1999, 2002, 2004

### Особисті нагороди
- Найкращий футболіст Нідерландів (2): 1992, 1993
- Найкращий бомбардир чемпіонату Нідерландів (3): 1990-91, 1991-92, 1992-93
- Найкращий бомбардир чемпіонату Європи: 1992 (3 голи, разом з Карлом-Гайнцом Рідле, Томасом Броліном, Генріком Ларсеном)
- Найкращий бомбардир кубка УЄФА: 1993-94
- Гравець року в Англії за версією Асоціації футбольних журналістів: 1998
- Гравець року в Англії за версією футболістів Професійної футбольної Асоціації: 1998
- Входить до списку ФІФА 100

## Виноски
1. ↑  Transfermarkt.de — 2000.
2. ↑  BDFA
3. ↑  Greatest 50 Players - 2. Dennis Bergkamp. Архів оригіналу за 11 квітня 2019. Процитовано 11 квітня 2019.
4. ↑  Bergkamp considers Ajax. Архів оригіналу за 27 січня 2010. Процитовано 18 листопада 2010.
5. ↑  Bergkamp sees future in coaching. Архів оригіналу за 7 грудня 2009. Процитовано 14 березня 2022.
6. ↑  Where Are They Now? Marc Overmars. Архів оригіналу за 11 травня 2006. Процитовано 18 листопада 2010.